# Luckner Cambronne
Pour les articles homonymes, voir Cambronne.
Luckner James Cambronne, né le 23 octobre 1930 à Arcahaie (Haïti) et mort le 24 septembre 2006 à Miami (États-Unis), est un ministre et homme d'État haïtien, considéré comme le bras droit des Duvalier durant leurs dictatures.

## Jeunesse et début de carrière politique
Né dans une famille pauvre de prédicateurs, il commence une carrière professionnelle au sein de la Banque nationale de la république d'Haïti. Sa fonction, qui consistait à représenter la BNRH à l'aéroport international de Chancerelles, ne l'empêcha pas de s'inscrire à la faculté de droit et d'occuper le poste de trésorier du Cercle des étudiants.
Puis dans les années 1960, il commence sa carrière politique en devenant député de Cabaret (nord de Port-au-Prince). Il est alors remarqué par le dictateur François Duvalier qui le nomme ministre des Travaux publics. C’est à ce titre qu’en 1961, Cambronne se voit confier la collecte des ressources financières nécessaires au déroulement des travaux de construction de Duvalierville (autre nom de Cabaret), cité voulue par François Duvalier, dans son délire mégalomane. Dans le cadre de ce qui est appelé à l’époque « Le mouvement de rénovation nationale », Luckner Cambronne impose des retenues sur salaire aux fonctionnaires de l’État et menace directement ceux qui veulent résister. « Un bon duvaliériste est prêt à tuer ses enfants et les enfants à tuer leurs parents », aurait-il déclaré un jour du haut de la tribune de la Chambre des députés.

## Le bras armé du régime
Le serviteur dévoué que Luckner Cambronne est devenu, est récompensé pour son zèle en récupérant le portefeuille de l’Intérieur et de la Défense nationale en remplacement de Clément Barbot. C’est surtout à ce poste qu’il entre dans l’histoire haïtienne comme étant le deuxième personnage le plus terrifiant du pays.
À la tête des tontons macoutes, il fait régner la terreur dans tout Haïti, notamment contre les opposants au régime, n’hésitant pas notamment à diriger lui-même les opérations contre la guérilla déclenchée en 1969 à Cazale (commune de Cabaret), par des leaders paysans et intellectuels communistes : la répression se solde par des arrestations arbitraires et des exécutions sommaires.
Déjà en 1964, à Cabaret, des disparitions d’opposants se sont succédé alors que Luckner Cambronne détient le portefeuille des Travaux publics dans le cabinet au côté de Clovis Désinor (Finances), Hervé Boyer (Commerce), René Chalmers (Affaires étrangères) et Adrien Raymond (secrétaire d’État au même ministère).
Devenu le favori du dictateur, c’est lui qui est chargé de conduire le processus de révision de la constitution de 1964, instaurant la Présidence à vie, afin de permettre à Jean-Claude Duvalier (Baby doc) alors âgé de seulement 19 ans de combler, à partir du 22 avril 1971, le vide politique laissé après la mort son père décédé officiellement d’un accident vasculaire-cérébral.
Clé de voûte de la transition, avec le général Claude Raymond, promu chef des Forces Armées d’Haïti (FAd’H), peu avant la mort de Duvalier père (alias Papa Doc), Luckner Cambronne devient le conseiller spécial du jeune président à vie et son mentor en politique. Afin de stimuler l’épicurien Baby Doc, peu enclin au début à assumer certaines responsabilités, Cambronne décide de « lui accorder une récréation » en nommant au poste stratégique de secrétaire particulier du chef de l’État un bon ami, ex-camarade de classe à l’école Saint-Louis de Gonzague de Port-au-Prince, Claude-Auguste Douyon, un dandy plus connu sous le nom de « Ti Pouche Douyon ».

## Scandale du «sang noir» et disgrâce
Luckner Cambronne joue également un rôle dans une sombre affaire de trafic de sang qui a causé la mort de nombreux Haïtiens issus des couches défavorisées de la population et rapporté beaucoup d’argent aux personnages puissants du régime des Duvalier.
La « Banque du sang noir », est créée avec le concours d’un ancien barbouze français André Labay, ancien médecin auxiliaire reconverti dans les affaires d’import-export, accessoirement producteur de cinéma, et connu comme agent du SDECE (services secrets français), mais aussi pour ses relations mafieuses. Labay a fait auparavant les 400 coups au Yémen, au Liban ou en Afrique en s’enrichissant dans des trafics en tout genre. Peu après son arrivée en Haïti (où il devient chef d’antenne du SDECE), il devient un proche des Duvalier et même l’amant de leur fille aînée Marie-Denise, la sœur de Baby doc.
Intermédiaire privilégié dans plusieurs transactions secrètes entre Haïti, les États-Unis et la Grèce, responsable de l’émission de 50 000 timbres d’or à l’effigie du dictateur haïtien, Labay est l’associé de Cambronne dans le fameux laboratoire installé en plein cœur de Port-au-Prince et qui achète aux Haïtiens au prix de quinze gourdes (trois dollars américains, selon le taux de change de l’époque) le litre du plasma sanguin. Le produit est exporté aux États-Unis, en Allemagne et en Suède où il est utilisé dans des hôpitaux.
Ce scandale du sang et d’autres activités louches amènent Jean-Claude Duvalier à limoger Luckner Cambronne (Labay est tombé quelques mois plus tôt à Paris pour une grosse affaire de stupéfiants, 106 kg de drogue ont été saisis dans son véhicule). Tombé en disgrâce en novembre 1972, Cambronne est contraint de s’exiler aux États-Unis, et y meurt en 2006 à l’hôpital baptiste de South Kendall à Miami des suites d’une maladie.